# Дама в очках и с ружьём в автомобиле (фильм, 2015)
«Дама в очках и с ружьём в автомобиле» (фр. La dame dans l'auto avec des lunettes et un fusil) — французский триллер 2015 года, поставленный режиссёром Жоанном Сфаром по одноимённому роману Себастьяна Жапризо 1966 года. Ремейк фильма 1970 года (англ.), поставленного режиссёром Анатолем Литваком.
Фильм получил премию «Магритт» за лучшие костюмы в 2016 году.

## Сюжет
Дани — взрослая и самостоятельная девушка двадцати шести лет. Она умная, красивая и одинокая, много и очень успешно работает в рекламном бизнесе, ведь карьера у неё на первом месте.
Однажды босс Дани просит её о небольшой услуге — он отправляется в отпуск, и нужно, чтобы Дани отогнала его машину от аэропорта к нему домой. Дани берется за это, но решает немного изменить маршрут — на машине шефа заехать к морю, которого никогда не видела и о чём давно мечтала. Будто и не должно произойти ничего страшного, но эта поездка на пляж вызывает непредвиденные события — девушка обнаруживает труп в багажнике авто и ружье, орудие преступления. Скрываясь от полиции и рискуя собственной жизнью, Дани осталось только одно — убедить себя в том, что она ещё не окончательно сошла с ума, и она — это она, а не кто-то другой. Всей её фантазии хватило на то, чтобы спрятаться в надежде, что все пройдет и продолжить поездку по намеченному маршруту. Но это вовсе не входило в планы злоумышленников…
Попытка во всём разобраться самой приводит Дани к переосмыслению своей жизни и к поиску своего истинного я.

## В ролях
| Актёр          | Роль   |
| -------------- | ------ |
| Фрейя Мейвор   | Дани   |
| Бенжамен Бьоле | Мишель |
| Элио Джермано  | Жорж   |
| Стэйси Мартин  | Анита  |

## Критика
Фильм получил смешанные отзывы кинокритиков. На сайте Rotten Tomatoes фильм имеет рейтинг 80 % на основе 5 рецензий со средним баллом 6 из 10.